# Koulbich
La Koulbich est un ruisseau du Luxembourg situé dans le canton de Redange, et un affluent gauche de l'Attert.

## Géographie
La Koulbich prend sa source à une altitude de 510 m, au lieu-dit Ponzkoll, à l'ouest de Flatzbour.
Après 1,4 km, elle reçoit en rive droite son premier affluent, un ruisseau sans nom prenant sa source à une altitude de 495 m, au lieu-dit Groussebësch
Elle suit ensuite son cours dans une vallée étroite, continuant vers le sud. Elle reçoit en rive gauche la Rennbaach.
Elle longe ensuite la localité de Petit-Nobressart. À Colpach-Haut, elle passe en dessous du CR303 puis continue vers Colpach-Bas. Là, une partie de son eau est détournée vers l'étang du château. 800 m plus tard, la Koulbich rejoint l'Attert à une altitude de 281 m.